# Геза
Геза (угор. Géza, бл. 945—997) — надьфейеделем мадярів між 972 та 997 роками, син Такшоня, нащадок Арпада.
До смерті батька 972 року Геза супроводжував його в походах і підпорядковувався йому як правителю мадярів. Батько організував шлюб Гези із Шаролт, донькою вождя трансильванських мадярів Дьюли. Коли розпочалося самостійне правління Гези, до двору прибув бенедектинський чернець Бруно і охрестив мадярського правителя, однак Геза, мабуть ніколи не був переконаним християнином і приносив пожертвування язичницьким богам. Тітмар Мерзебурзький пише що, коли у Гези спитали, чому він так робить, він відповів, що досить багатий, щоб вшановувати як старих богів, так і нового. Втім, за правління Гези християнство почало поширюватися серед мадярів.

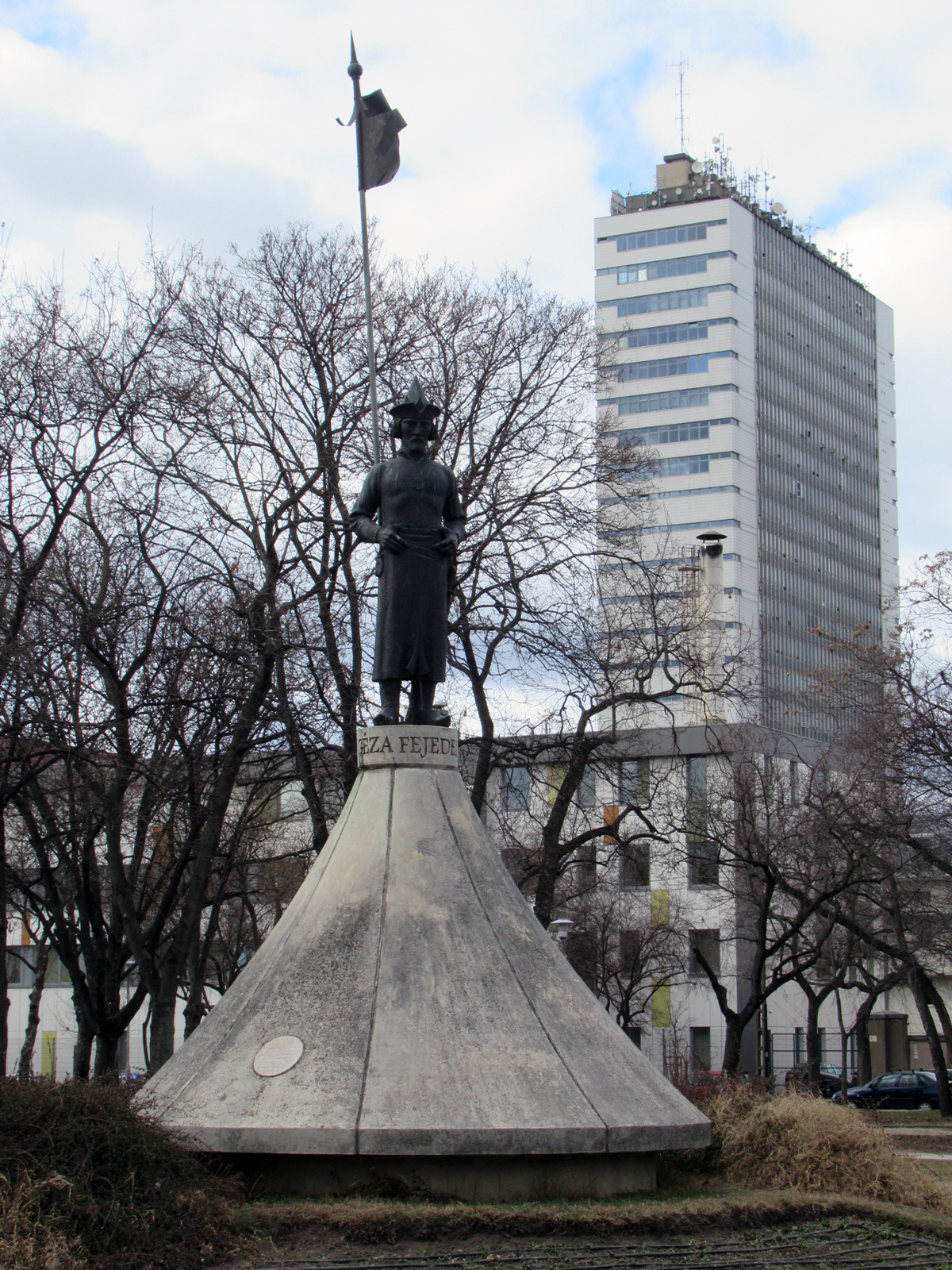
пам'ятник королю Гезі в Будапешті

Коли 983 року герцог Баварський Генріх II підняв бунт проти імператора Священної Риської імперії Оттона III, мадяри захопили Мельк, однак 985 його відвоював австрійський маркграф Леопольд I. 991 року мадяри змушені були відійти з Віденського басейну, куди ввів свої війська Генріх II. Їм довелося поступитися територіями на захід від Лейти.

## Дружини і діти
Геза був одружений із Шарольт, трансильванською принцесою, але прогнав її 975 року. Вона народила від нього доньку Маргарет, в майбутньому дружину болгарського царя Гаврила Радомира, та сина Стефана, в майбутньому короля Угорщини.
Удруге Геза одружився з Аделайдою, сестрою польського князя Мешко I. Вона народила доньку Юдит, в майбутньому дружину польського короля Болеслава I Хороброго, Гізеллу, в майбутньому дружину дожа Венеції Оттоне Орсеоло, та Шаролту, майбутню дружину угорського короля Аби Шамуеля.